# Field of Streams
Field of Streams es el décimo episodio de la serie de televisión de Dibujos animados, The Cleveland Show, se emitió el episodio el 3 de enero del 2010.

## Sinopsis
Cleveland y su amigo Terry conducen alrededor en el trabajo, ellos tienen un retroceso de sus días sobre el equipo de béisbol del instituto donde Cleveland estaba, conocido como "El Caliente Brown" que era el de primeras figuras y tenía su jersey jubilado después de su año mayor. Después de que los dos van en la calle peatonal y le dan una paliza a unas de viejas damas, ellos visitan el instituto solamente para averiguar que solo hay un equipo. El Director, un hombre a quién Cleveland hizo orinar sus pantalones después de que él amenazó con girarlos en para beber la cerveza en el instituto, da a Cleveland una semana para levantar bastante dinero para reconstruir el estadio antes de que reconstruyan de nuevo el estadio de béisbol. Cleveland hace una venta de pasteles, pero no viene en ninguna parte cerca de 5,000 dólares necesarios. Terry muestra un cheque 120,000 dólares que el Sr. Waterman le dio. Cleveland se hace el entrenador delantero y comienza a reclutar a jugadores. Él trata de conseguir a Cleveland Jr. para unir el equipo, pero él declara que él desea unir el Club de matemáticas en cambio. Cleveland hace que este su viejo entrenador, El entrenador McFall, quien le da el consejo sobre como hacerse bueno para unir el equipo. Tomando su consejo, Cleveland decide dejar a la ropa de su jersey jubilado para seguir su herencia. Honrado, Cleveland Jr. acepta y une el equipo. Durante su primer juego, Cleveland junior es tan obeso que nadie puede lanzar la pelota abajo el medio y le permiten para andar. Sin embargo, él nota una mariquita sobre la primera base y aborda a su compañero de equipo entonces él por casualidad no pasa sobre ello y ambos son dados un toque hacia fuera. Junior continúa a hacerse el peor jugador del equipo y Cleveland se hace avergonzado de él.